# Kardinaalspecht
De kardinaalspecht (Dendropicos fuscescens) is een vogel uit de familie Picidae (spechten). Deze specht is de meest wijdverbreide soort specht in Sub-Saharisch Afrika.

## Kenmerken
De vogel is 14 tot 16 cm lang en weegt 20 tot 37 g. Het mannetje is net boven de snavel bruin gekleurd op het voorhoofd, naar achter toe is de kruin verder rood. De kop is licht grijswit met fijne streepjes en een baardstreep. De rug is donkerbruin met olijfkleurige bandjes en lichtgroene bijna gele vlekjes. De buik en borst zijn wit, bij sommige ondersoorten lichtgroen met verticale streepjes. Het vrouwtje mist de rode kruin, bij haar is die geheel donkerbruin. De ondersoort D. f. lepidus is relatief klein, D. f. fuscescens is het grootst.

## Verspreiding en leefgebied
Deze soort telt 9 ondersoorten:
- D. f. lafresnayi: van Senegal en Gambia tot Nigeria.
- D. f. sharpii: van Kameroen tot zuidelijk Soedan en noordelijk Angola.
- D. f. lepidus: van oostelijk Congo-Kinshasa tot zuidwestelijk Ethiopië, centraal Kenia en noordwestelijk Tanzania.
- D. f. hemprichii: van noordelijk Ethiopië tot Somalië en oostelijk Kenia.
- D. f. massaicus: van zuidelijk Ethiopië tot westelijk en centraal Kenia en het noordelijke deel van Centraal-Tanzania.
- D. f. centralis: van Angola tot westelijk Tanzania, Zambia en noordelijk Namibië.
- D. f. hartlaubii: van zuidelijk Kenia tot oostelijk Zambia en centraal Mozambique.
- D. f. natalensis: van oostelijk Zuid-Afrika tot zuidelijk Mozambique.
- D. f. fuscescens: van het noordelijke deel van Centraal-Namibië tot westelijk en centraal Zuid-Afrika.

Het leefgebied bestaat uit een groot aantal landschapstypen met als voornaamste voorwaarde dat er niet te dicht bos of bomen zijn. De vogel mijdt dicht, vochtig tropisch regenwoud maar wordt verder aangetroffen in half open bos in de savannegordel, in mangrove, plantages, boomgaarden, parken en tuinen en zelfs in montaan bos tot op 3500 m boven de zeespiegel.

## Status
De grootte van de wereldpopulatie is niet gekwantificeerd. Deze specht is vrij algemeen en men veronderstelt dat de soort in aantal stabiel is. Om deze redenen staat de kardinaalspecht als niet bedreigd op de Rode Lijst van de IUCN.